# Mistrovství Evropy v zápasu ve volném stylu 2001
Mistrovství Evropy v zápasu ve volném stylu proběhlo v maďarské Budapešti v květnu 2001.

## Informace a program turnaje
- seznam účastníků

- turnaj proběhl začátkem května 2001

## Česká stopa

### Muži
- −54 kg – Luděk Burian (PSK Olymp Praha), −58 kg – bez zastoupení, −63 kg – bez zastoupení, −69 kg – bez zastoupení, −76 kg – bez zastoupení, −85 kg – bez zastoupení, −97 kg – bez zastoupení, −130 kg – bez zastoupení

### Ženy
- −46 kg – bez zastoupení, −51 kg – Olga Orlovská (PSK Olymp Praha), −56 kg – bez zastoupení, −62 kg – bez zastoupení, −68 kg – bez zastoupení, −75 kg – Kateřina Hálová (PSK Olymp Praha)

### Muži
| Kategorie | Zlato                   | Stříbro                    | Bronz                    |
| --------- | ----------------------- | -------------------------- | ------------------------ |
| -54 kg    | Ghenadie Tulbea (MDA)   | Amiran Kardanov (GRE)      | Armen Mkrtčjan (ARM)     |
| -58 kg    | Zsolt Bánkuti (HUN)     | Vasyl Fedoryšyn (UKR)      | Alexandr Karnickij (BLR) |
| -63 kg    | Serafim Barzakov (BUL)  | Soslan Tomajev (RUS)       | Otar Tušišvili (GEO)     |
| -69 kg    | Ahmet Gülhan (TUR)      | Irbek Farnijev (RUS)       | Nicolae Pâslaru (BUL)    |
| -76 kg    | Buvajsar Sajtijev (RUS) | Miroslav Gočev (BUL)       | Árpád Ritter (HUN)       |
| -85 kg    | Sadžid Sadžidov (RUS)   | Davit Bičinašvili (UKR)    | Bejbulat Musajev (BLR)   |
| -97 kg    | Eldar Kurtanydze (GEO)  | Giorgi Gogšelidze (RUS)    | Alexandr Šemarov (BLR)   |
| -130 kg   | David Musulbes (RUS)    | Aleksandre Modebadze (GEO) | Sven Thiele (GER)        |

### Ženy
| Kategorie | Zlato                      | Stříbro                     | Bronz                         |
| --------- | -------------------------- | --------------------------- | ----------------------------- |
| -46 kg    | Inga Karamčakovová (RUS)   | Iryna Merleniová (UKR)      | Kamelia Cekovová (BUL)        |
| -51 kg    | Sofia Pumpuriduová (GRE)   | Natalija Gušinovová (RUS)   | Alena Karajčevová (BLR)       |
| -56 kg    | Tetjana Lazarevová (UKR)   | Ida-Theres Nerellová (SWE)  | Konstantina Cibanakuová (GRE) |
| -62 kg    | Małgorzata Bassová (POL)   | Natalija Ivanovová (RUS)    | Lene Aanesová (NOR)           |
| -68 kg    | Natalija Gavrilovová (RUS) | Lise Legrandová (FRA)       | Anita Schätzleová (GER)       |
| -75 kg    | Edyta Witkowská (POL)      | Svetlana Martyněnková (RUS) | Nina Englichová (GER)         |